# Chiesa dei Santi Ippolito e Cassiano (Olgiate Comasco)
La chiesa dei Santi Ippolito e Cassiano è la parrocchiale di Olgiate Comasco, in provincia e diocesi di Como; fa parte del vicariato di Olgiate e Uggiate.

## Storia
Una primitiva versione della chiesa dei Santi Ippolito e Cassiano esisteva già nel 1093, anno in cui un nutrito gruppo di arimanni decise di donare l'edificio all'abbazia di Cluny tramite l'Abbazia di San Giovanni Battista di Vertemate. Attorno alla chiesa, allora in stile romanico, i cluniacensi costruirono un loro monastero, il quale fu attivo fino al XII secolo.
Dopo un periodo di abbandono, la chiesa fu riedificata nel Cinquecento. La chiesa esercita le funzioni di parrocchiale almeno dalla fine del XVI secolo, periodo in cui faceva parte della pieve di Uggiate.
Nel corso dei secoli furono necessari ulteriori interventi, atti a scongiurare un crollo della struttura.
L'aspetto attuale della chiesa si deve ad un rifacimento avvenuto negli anni 1891-1895.
Il campanile - detto "del fico" per via dell'omonima pianta che fino al 1929 si trovava in corrispondenza della cella campanaria - fu completato nel 1636, dopo esser stato costruito a più riprese durante il periodo della dominazione spagnola del Ducato di Milano.

## Descrizione
Della struttura originaria sopravvivono oggi alcuni elementi dell'abside e della parte superiore della navata centrale. Tracce dell'edificio romanico si riscontrano anche in alcune decorazioni in pietra disposte lungo il fianco sinistro della chiesa.
Internamente, la chiesa ospita pitture di Luigi Morgari, Fedele Martinelli e Luigi Valtorta. In controfacciata, un organo a canne datato 1846, recentemente restaurato, opera dell'organaro luinese Francesco Carnisi.
La cappella di San Giuseppe ospita un affresco raffigurante Sant'Ilario di Poitiers.